# Bourg-du-Bost
Bourg-du-Bost é uma comuna francesa na região administrativa da Nova Aquitânia, no departamento Dordonha. Estende-se por uma área de 7,25 km². Em 2010 a comuna tinha 225 habitantes (densidade: 31 hab./km²).